# Charlotte Eisenblätter
Charlotte Eisenblätter (née le 7 août 1903 à Berlin, morte le 25 août 1944 dans la même ville) est une résistante allemande au nazisme.

## Biographie
Charlotte Eisenblätter vient d'une famille ouvrière. Elle s'engage dans la protection de la nature et la pratique du sport et rejoint au cours de la période nazie le groupe de résistance communiste autour de Robert Uhrig, Josef Römer et John Sieg. Elle distribue des tracts et fait passer des renseignements. En tant que secrétaire en chef dans une grande entreprise, elle dispose d'adresses où produire des tracts et exploiter une cyclostyle.
Elle fait la connaissance de Werner Seelenbinder. Une relation amoureuse se développe au cours de cette période.
Arrêtée en février 1942, elle est envoyée au camp de concentration de Ravensbrück. Elle est condamnée à la peine de mort le 10 juillet 1944 pour « complot en vue de commettre une haute trahison ». Elle est exécutée le 25 août 1944 dans la prison de Plötzensee.